# Sybra bimaculipennis
Sybra bimaculipennis är en skalbaggsart som beskrevs av Stefan von Breuning 1965. Sybra bimaculipennis ingår i släktet Sybra och familjen långhorningar. Inga underarter finns listade i Catalogue of Life.